# Miguel Ángel Vivas
Miguel Ángel Vivas (Siviglia, 22 settembre 1974) è un regista e sceneggiatore spagnolo.

## Biografia
Nato a Siviglia, all'età di 19 anni si trasferisce a Madrid per studiare comunicazione audiovisiva. Terminati gli studi di regia alla ECAM, inizia a scrivere e dirigere diversi cortometraggi, tra cui Tesoro, El hombre del saco e I'll See You in My Dreams, quest'ultimo ha vinto diversi premi tra cui miglior cortometraggio al Fantasporto.
Nel 2002 scrive e dirige il suo primo lungometraggio Reflejos, prodotto da Ensueño producciones e Calle Cruzada. Successivamente si dedica alla regia di spot pubblicitari e videoclip musicali. Parallelamente all'attività di cineasta, Vivas ha insegnato regia all'Università Europea di Madrid e ha svolto corsi di regia e sceneggiatura in altre facoltà di Madrid. Nel 2010 pubblica il suo primo romanzo, intitolato Los sueños de la razón, e lavora come sceneggiatore per alcuni fumetti.
Nel 2010 dirige il suo secondo film Secuestrados, una co-produzione franco-spagnola, che ha vinto il premio come miglior film horror e miglior regia al Fantastic Fest. Nel 2015 dirige il suo primo film in lingua inglese, Extinction - Sopravvissuti con protagonisti Matthew Fox e Jeffrey Donovan. L'anno successivo dirige Inside, remake spagnolo del film horror francese À l'intérieur.
Nel 2018 dirige il film "Tu hijo" (Tuo figlio), film drammatico e pessimista, girato interamente a Siviglia . 

## Filmografia

### Regista
Lungometraggi
- Reflejos (2002)
- Secuestrados (2010)
- Extinction - Sopravvissuti (Extinction) (2015)
- Inside (2016)
- Tuo figlio (Tu hijo) (2018)
- Assedio (Asedio) (2023)

Cortometraggi
- Tesoro (1998)
- El hombre del saco (2002)
- I'll See You in My Dreams (2003)
- The Room (2011)